# Euthyone parima
Euthyone parima là một loài bướm đêm thuộc phân họ Arctiinae, họ Erebidae.